# Mary Healy
Pour les articles homonymes, voir Healy (homonymie).
Mary Healy est une actrice et chanteuse américaine, née le 14 avril 1918 à La Nouvelle-Orléans (Louisiane) et morte le 3 février 2015 à Calabasas (Californie).

## Biographie

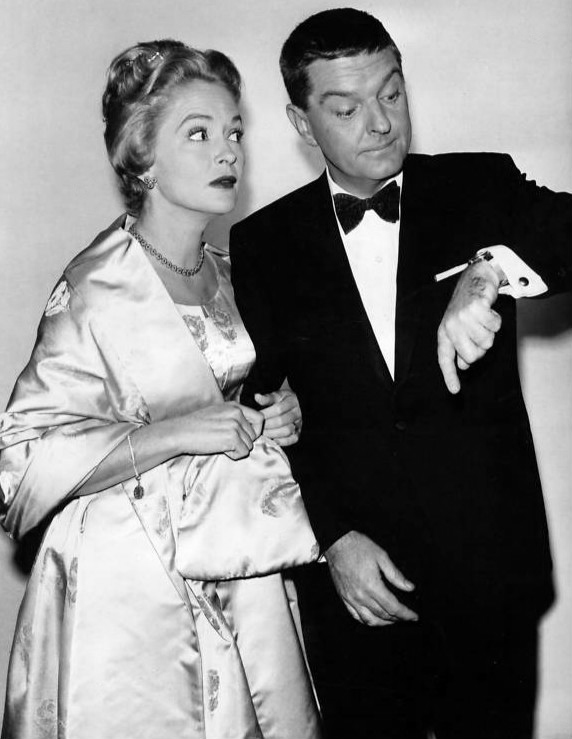
Le couple Hayes-Healy, dans l'émission télévisée The Tonight Show (1962)

Au cinéma, Mary Healy contribue d'abord à douze films américains sortis entre 1938 et 1942, notamment La Fille du nord de Sidney Lanfield (1939, avec Sonja Henie et Tyrone Power) et Star Dust de Walter Lang (avec Linda Darnell et John Payne). Ce dernier sort en 1940, année où elle épouse l'acteur Peter Lind Hayes (en) (1915-1998), dont elle reste veuve à sa mort.
Quasiment retirée ensuite du grand écran, elle y revient toutefois aux côtés de son mari dans Les 5000 doigts du Dr. T de Roy Rowland (1953, avec Tommy Rettig et Hans Conried), avant un ultime film américain sorti en 1982.
À la télévision, où elle apparaît le plus souvent avec son époux, Mary Healy participe à des émissions de divertissement comme elle-même entre 1949 et 1977, dont What's My Line? (six épisodes, 1955-1961).
S'y ajoutent un téléfilm (1959) et huit séries (1949-1961), la dernière étant la sitcom Peter Loves Mary (trente-deux épisodes, 1960-1961), où le couple Hayes-Healy tient la vedette.
Au théâtre, l'actrice joue à Broadway quatre fois, en 1942 dans une revue, en 1945 dans une pièce, en 1946 dans la comédie musicale Around the World (en) (musique de Cole Porter, livret et mise en scène d'Orson Welles), et enfin en 1958, dans la pièce Who Was That Lady I Saw You With de Norman Krasna (avec son époux, Larry Storch et Ray Walston).

## Filmographie

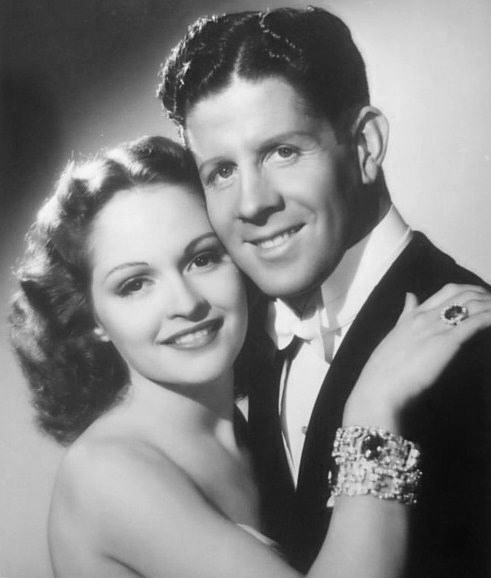
Avec Rudy Vallee, dans La Fille du nord (1939, photo promotionnelle)

### Cinéma (intégrale)
- 1938 : Josette et compagnie (Josette) d'Allan Dwan : une fille au bord du ring
- 1938 : Monsieur Tout-le-monde (Thanks for Everything) de William A. Seiter : petit rôle non-spécifié
- 1939 : La Fille du nord (Second Fiddle) de Sidney Lanfield : Jean Varick
- 1939 : Hôtel pour femmes (Hotel for Women) de Gregory Ratoff : une chanteuse
- 1939 : 20,000 Men a Year d'Alfred E. Green : Joan Marshall
- 1940 : Il épouse sa femme (He Married His Wife) de Roy Del Ruth : Doris
- 1940 : La Rançon de la gloire (Star Dust) de Walter Lang : Mary Andrews
- 1941 : Ride, Kelly, Ride (en) de Norman Foster : une chanteuse
- 1941 : Hard Guy (en) d'Elmer Clifton : Julie Cavanaugh
- 1941 : Zis Boom Bah de William Nigh : elle-même
- 1942 : The Yanks Are Coming d'Alexis Thurn-Taxis : Rita Edwards
- 1942 : Strictly in the Groove de Vernon Keays : Sally Monroe
- 1953 : Les 5000 doigts du Dr. T (The 5,000 Fingers of Dr T) de Roy Rowland : Heloïse Collins
- 1982 : Flambeurs (Lockin' to Get Out) d'Hal Ashley : une touriste au bureau d'enregistrement

### Télévision (sélection)
- 1955-1961 : What's My Line?, émission de divertissement, 6 épisodes : elle-même
- 1959 : Miracle sur la 34e rue (Miracle on 34th Street), téléfilm de William Corrigan : Doris Walker
- 1960-1961 : Peter Loves Mary, sitcom, saison unique, 32 épisodes : Mary Lindsay
- 1962 : The Tonight Show, émission de divertissement, épisodes non-spécifiés : elle-même
- 1970-1977 : The Tonight Show Starring Johnny Carson, deux épisodes : elle-même

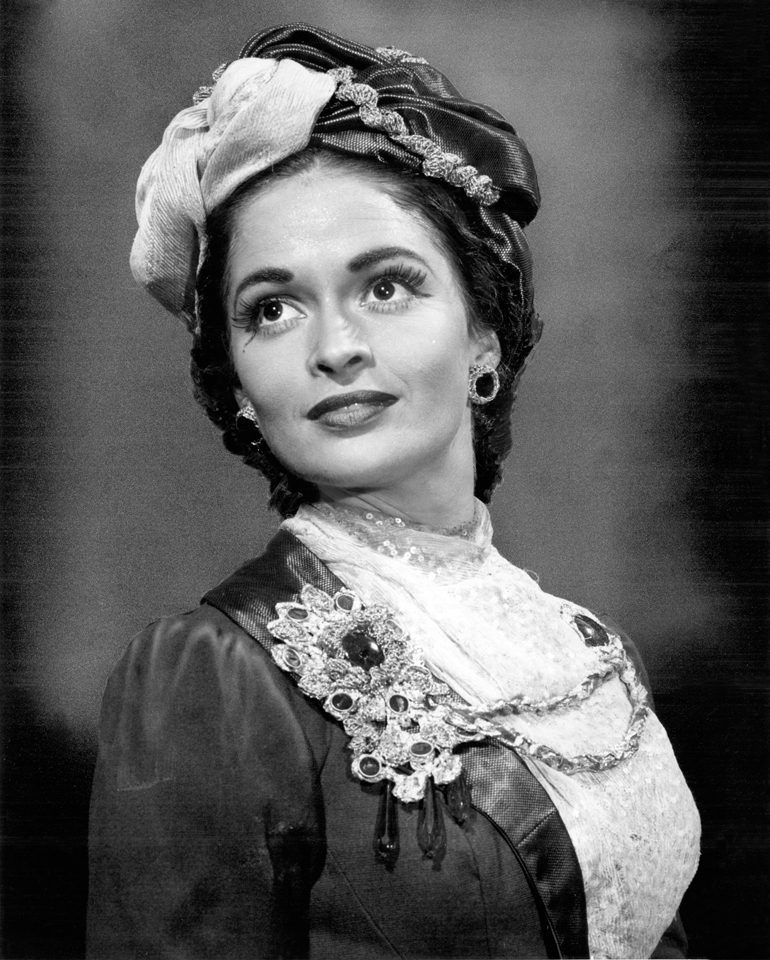
Dans la comédie musicale Around the World (1946)

## Théâtre à Broadway (intégrale)
- 1942 : Count Me In, revue, musique et lyrics d'Ann Ronell, livret de Walter Kerr et Leo Brady, orchestrations de Robert Russell Bennett, chorégraphie de Robert Alton, costumes d'Irene Sharaff : Sherry Brandywine / Sherry / Chanteuse du numéro We're Still on the Map / « The North »
- 1945 : Common Ground, pièce d'Edward Chodorov, mise en scène de Jerome Robbins et Edward Chodorov : Geegee
- 1946 : Around the World, comédie musicale, musique et lyrics de Cole Porter, livret (adaptation du roman Le Tour du monde en quatre-vingts jours de Jules Verne) et mise en scène d'Orson Welles : Mme Aouda
- 1958 : Who Was That Lady I Saw You With?, pièce de Norman Krasna, mise en scène d'Alex Segal : Ann Williams